# Březenec
Březenec (deutsch Pirken) ist ein Ortsteil und eine Katastralgemeinde der Stadt Jirkov in Tschechien.

## Geographie
Březenec liegt etwa zwei Kilometer westlich des Stadtzentrums von Jirkov zwischen den Tälern des Březenecký potok (Pfaffenbach) und der Bílina am südlichen Steilabfall des Erzgebirges. Östlich des Dorfes kreuzt der Kanal Podkrušnohorský přivaděč die Bílina. Im Norden erhebt sich der Vinice (Weinberg, 494 m), südlich der Kamenný vrch (Steinberg) und Strážiště (Hutberg, 511 m). Gegen Norden liegt die Trinkwassertalsperre Jirkov, darüber liegen die Reste der Burg Najštejn. Westlich verläuft eine leichte Bunkerlinie des Tschechoslowakischen Walls.
Nachbarorte sind Telš, Orasín und Jindřišská im Norden, Vinařice im Nordosten, Jirkov im Osten, Chomutov im Süden, Horní Ves im Südwesten, Krásná Lípa, Suchdol und Hrádečná im Westen sowie Šerchov und Květnov im Nordwesten.
Die Katastralgemeinde hat eine Fläche von 394 Hektar.

## Geschichte
Archäologische Funde belegen eine Besiedlung in der Steinzeit. Die erste urkundliche Erwähnung von Brziezna erfolgte im Jahre 1352, als die Nachkommen des Ritters Dietrich von Almsdorf das zur Burg Neustein gehörige Dorf an den Deutschritterorden in Komotau (Chomutov) verkauften. Daraus geht auch hervor, dass die Burg Neustein mit den Pfarrdörfern Brziezna und Czaslaw 1323 Dietrich von Almsdorf gehörte. Czaslaw, dessen Lage bei Šerchov vermutet wird, erlosch später. Zur Unterscheidung von dem größeren Dorf Březno wurde der Ort später als Březenče und danach eingedeutscht als Birkna, Pyrka, Pyrkau, Perka, Pirkaw, Birckhan und schließlich als Pirken bezeichnet. 1449 wurde das Dorf an die Burg Bořek, die spätere Herrschaft Rothenhaus, angeschlossen, bei der es bis zur Mitte des 19. Jahrhunderts immer verblieb. Im Jahre 1560 bestand Pirken aus 23 Anwesen und einer Mühle. An die Pirkener Pfarre war die Kirche von Udwitz angeschlossen. Die ausgedehnten Fluren von Pirken erstreckten sich bis ins Tal des Pfaffenbaches und das Töltschtal (Telšské údolí) der Biela. Östlich von Pirken entstand zum Ende des 16. Jahrhunderts an der Biele eine Papiermühle. Im Dreißigjährigen Krieg erlitt der Ort kaum Schäden, allerdings wurde die Pfarre 1648 wegen Pfarrermangels aufgehoben und die Kirche verfiel danach. 1787 bestand Pirken aus 45 Häusern. Im Jahre 1846 lebten in dem Dorf 296 Menschen und im Ort bestanden eine Schenke, eine Schule und eine Mühle. Während der Napoleonischen Kriege litt der Ort in den Jahren 1812 bis 1814 durch Truppendurchzüge im Kampf gegen Napoleon. Bei Weingarten lagerten russische Kosaken, die Plünderzüge in die Umgebung unternahmen. 1813 brach in Pirken eine Seuche aus, an der etwa 30 Einwohner starben. Nachdem die Behandlungsmethoden des Rothenhauser Baders keinen Erfolg hatten, wurde der k.k. Saazer Kreisphysicus nach Pirken beordert.
Die Einwohner von Pirken lebten von der Landwirtschaft, es dominierte der Anbau von Getreide, Maulbeeren, Wein und Esskastanien. Weiterhin wurde Viehzucht und Zeidlerei betrieben. Außerdem bestanden in Pirken zwei Hammerwerke, eine Papiermühle, eine Mühle, ein Sägewerk, eine Kiesgrube und eine Ziegelei. Am Steinberg wurde ein Sandsteinbruch betrieben.
Nach der Aufhebung der Patrimonialherrschaften bildete Pirken/Březenec ab 1850 eine Gemeinde im Gerichtsbezirk Görkau bzw. im Bezirk Komotau. Zwischen 1868 und 1901 war das Dorf nach Görkau eingemeindet. Aus den zwischen Pirken und Udwitz gelegenen Steinbrüchen wurden in den Jahren 1875 bis 1889 Katzenköpfe nach Komotau, Brüx, Saaz, Aussig, Teplitz und Leitmeritz verkauft. Im Jahre 1900 waren zwei Tschechen ortsansässig. Im Jahre 1904 wurde das Dorf nach Osten erweitert und es entstand die Ansiedlung Neu Pirken/Nový Březenec. Nachdem der Fabrikant Lötsch den Hammer an der Biela im Jahre 1905 erworben hatte, wurde dieser zu einem Eisenwalzwerk umgebaut. Zugleich nahm Lötsch die Produktion von Schleifsand auf, der bis nach Amerika exportiert wurde. Nach 1918 wurden die Einschichten Ziegelschlag/Cihelna und Steinbruchhäuser/Lom an Pirken angeschlossen.
Nach dem Münchner Abkommen wurde das Dorf 1938 dem Deutschen Reich zugeschlagen und gehörte bis 1945 zum Landkreis Komotau. 1939 hatte die Gemeinde Pirken bereits 1210 Einwohner. Am 16. Dezember 1944 wurden bei einem Bombardement fünf Häuser beschädigt. Am 9. Mai 1945 hatte Pirken mit 1282 die höchste Einwohnerzahl seiner Geschichte. Neun der Bewohner des Dorfes waren Tschechen.
Nach dem Ende des Zweiten Weltkrieges kam Březenec zur Tschechoslowakei zurück und die deutschen Bewohner wurden bis 1947 vertrieben. Am 15. August 1945 waren von den 1215 Einwohnern bereits 210 Tschechen. 1945 wurden noch die Ansiedlungen Gepfertovo Pole und Kamenný Lom an Březenec angeschlossen. Die Tradition der Papierherstellung erlosch 1947 mit der Stilllegung der Papiermühle. Mit Beginn des Jahres 1961 wurde Březenec zum Stadtteil von Jirkov. 1973 wurde im Zuge der geplanten Errichtung einer Großstadt Chomutov-Jirkov der Abriss des Dorfes Březenec beschlossen. An seiner Stelle sollte eine sozialistische Plattenbausiedlung entstehen. Die Planungen wurden zu Beginn der 1980er Jahre als unrealistisch verworfen und Březenec entging im Wesentlichen der Zerstörung. Abgerissen wurden Gepfertovo Pole und Kamenný Lom, an ihrer Stelle befinden sich heute die zu Chomutov gehörigen Plattenbausiedlungen Kamenná und Zahradní. Die barocke Kirche wurde jedoch zum Verkehrshindernis an einer Nebenstraße erklärt und 1982 gesprengt. 2001 lebten in den 142 Häusern von Březenec 464 Menschen.

## Entwicklung der Einwohnerzahl
| Jahr | Einwohnerzahl |
| ---- | ------------- |
| 1869 | 326           |
| 1880 | 370           |
| 1890 | 399           |
| 1900 | 437           |
| 1910 | 757           |

| Jahr | Einwohnerzahl |
| ---- | ------------- |
| 1921 | 712           |
| 1930 | 799           |
| 1950 | 724           |
| 1961 | 762           |
| 1970 | 301           |

| Jahr | Einwohnerzahl |
| ---- | ------------- |
| 1980 | 212           |
| 1991 | 163           |
| 2001 | 464           |
| 2011 | 604           |

## Sehenswürdigkeiten
- Talsperre Jirkov, nördlich des Dorfes
- Berg Strážiště mit Aussichtsturm
- Reste der Burg Neustein (Najštejn), nördlich über der Talsperre
- Reste der Burg Hausberk, südwestlich über dem Bezručovo údolí (Grundtal) der Chomutovka
- Museum im Bunker Na Kočičáku, westlich von Březenec

## Ehemalige Bauwerke
- Kirche des hl. Leonhard, das in der Mitte des 14. Jahrhunderts unter Johann und Huk von Almsdorf errichtete gotische Bauwerk wurde in den Jahren 1749 bis 1769 barock umgestaltet. Am ersten und zweiten Sonntag nach St. Leonhard fand in Pirken die traditionelle Leonhardswallfahrt statt. Nachdem im Jahre 1973 der Abriss des Dorfes Březenec für die Errichtung einer Plattenbausiedlung beschlossen worden war, wurden an der Kirche keine Reparaturarbeiten mehr durchgeführt. Später erklärte der Bezirksnationalausschuss (ONV) Chomutov die Kirche zum Verkehrshindernis, weil die Straße von Jirkov nach Blatno in einem Bogen zwischen den Häusern um das auf dem Dorfanger stehende Bauwerk führte und durch die Kirche angeblich die Sicht der Fahrzeugführer auf der unbedeutenden Nebenstraße hinderte. Nachdem der Denkmalschutz des Bauwerks am 21. Jänner 1982 aufgehoben war, erfolgte 1982 die Sprengung der Kirche.